# Asedio de Fort Watson
El asedio de Fort Watson fue un enfrentamiento de la Guerra de Independencia Estadounidense en Carolina del Sur que comenzó el 15 de abril de 1781 y duró hasta el 23 de abril de 1781. En ella las fuerzas del ejército continental bajo el mando de Henry "Light Horse Harry" Lee y la milicia de Carolina del Sur bajo el mando de Francis Marion sitiaron Fort Watson, un puesto de avanzada británico fortificado que formaba parte de la cadena de comunicación y suministro entre Charleston y otros puestos de avanzada británicos más al interior.
Los atacantes, que carecían de artillería y fracasaron en los primeros intentos de capturarlo, construyeron una torre desde la cual los francotiradores pudieran disparar contra las paredes del fuerte. Con él lo atacaron el 23 de abril y las fuerzas británicas, no pudiendo controlar las murallas debido al fuego de mosquete desde la torre, se rindieron poco después.

## Antecedentes
El teniente coronel John Watson ordenó la construcción de un fuerte para ayudar a defender la cadena de suministro británica desde Charleston hasta Camden, Carolina del Sur. Eligió construir este fuerte en la cima de un antiguo montículo ceremonial y entierro indio de Santee que había sido abandonado por los Santee cuando su número disminuía debido a las enfermedades traídas por los españoles. Se hizo entre finales de diciembre de 1780 y los finales de enero de 1781 y fue nombrado Watson en memoria suya.
El fuerte fue construido en la parte superior del montículo con tres filas de abatises flanqueando la base. Los abatises son troncos afilados y ramas que se unen para formar una barrera que es difícil de cruzar para los soldados de infantería rivales. Esta barrera tuvo éxito cuando el general Thomas Sumter intentó sin éxito atacar el fuerte el 28 de febrero de 1781.
Tras la batalla de Guilford Court House el 15 de marzo de 1781, el general Nathanael Greene volvió a entrar en Carolina del Sur para liberar al estado de la ocupación británica. Para hacer eso posible él decidió tomar las avanzadas británicas y para ello cortar las líneas de comunicación entre ellas para que no pudiesen tener más provisiones. Fort Watson era clave para esas líneas de comunicación y por eso se convirtió en objetivo militar para ese propósito.

## El asedio
Por ello el 15 de abril de ese mismo año, el general de brigada Francis Marion y Henry Lee, bajo esa directriz, se aproximaron a Fort Watson otra vez e hicieron otro intento por capturar la fortaleza. La primera escaramuza resultó en el incendio del hospital del fuerte, pero no debilitó significativamente la fortificación principal. Marion ordenó que se cortara el suministro de agua del fuerte a través del río Santee y solicitó que se enviara artillería de las tropas estacionadas cerca de Camden.
La artillería solicitada nunca se materializó al igual que el intento de cortar el agua. Entonces el teniente coronel Hezekiah Maham, uno de los subordinados de Francis Marion, propuso construir una torre de asedio de madera. Esta torre de madera permitiría una ventaja vertical sobre los británicos y permitiría a los fusileros disparar directamente al fuerte. En el transcurso de los siguientes cinco días, los patriotas cortaron árboles para la torre de 40 pies. Esta técnica se llamaría "Torre Maham" en honor al Teniente Coronel y se volvería a utilizar en junio del mismo año para capturar Fort Cornwallis en Augusta, Georgia.
El 20 de abril se terminó la torre y el 22 de abril se acercó esa torre al fuerte. El 23 de abril de 1781 se posicionó la torre y un contingente disparó contra los británicos desde arriba mientras otro comenzaba a desmantelar los mataderos. Estando en desventaja, el teniente McKay rindió rápidamente el fuerte. Luego, una vez que se retiraran las fuerzas británicas, el fuerte fue posteriormente destruido por los estadounidenses.

## Consecuencias
Esta captura aseguró el cruce y el camino del río Santee para que los británicos no pudieran reabastecer a Camden, lo que provocó la pérdida británica del interior de Carolina del Sur después de la batalla de Hobkirk's Hill.